# Águas de São Pedro
Águas de São Pedro és un municipi brasiler de l'Estat de São Paulo, emancipat de São Pedro a la dècada del 1940. És el segon municipi brasiler amb menor extensió territorial amb una superfície de 3,6 km², només més gran que Santa Cruz de Minas, a Minas Gerais (MG).
És una estança hidromineral, una de les 11 existents a l'Estat de São Paulo.